# Aphalacrosoma taiwanense
Aphalacrosoma taiwanense är en tvåvingeart som beskrevs av Zhang, Yang och Kazuhiro Masunaga 2006. Aphalacrosoma taiwanense ingår i släktet Aphalacrosoma och familjen styltflugor.
Artens utbredningsområde är Taiwan. Inga underarter finns listade i Catalogue of Life.